# 戈頓山
戈頓山（英語：Mount Gorton）是南極洲的山峰，位於奧次地，處於佩雷斯山西南面11公里，屬於威爾遜山的一部分，海拔高度1,995米，在1961年由澳大利亞探險隊發現，現時由南極條約體系管理。